# Кахул
Каху̀л или Кагу̀л (на молдовски: Cahul; на руски: Кагул) е град в южната част на Молдова, административен център на Кахулски район, курорт.

## История
Официално Кахул става град през декември 1835 г. Получава името си в чест на битката при река Кахул през 1770, в която руските войски побеждават турската армия. Дотогава населеното място се наричало първоначално Шкея (от етнонима шкеи), а след това – Фрумоаса („красиво“). За първи път е упоменато във владетелски грамоти в началото на 16 век.

## География
Кахул е разположен на открито поле с малък наклон към реката, добре планиран. Малкият приток на река Прут е река Фрумоаса, която го разделя на две неравни части – северна и южна.